# Thiessow
Thiessow település Németországban, Mecklenburg-Elő-Pomeránia tartományban.  Thiessow Gager községgel határos.

## Népesség
A település népességének változása: